# Chamusca (freguesia)
Chamusca is een plaats (freguesia) in de Portugese gemeente Chamusca en telt 3 659 inwoners (2001).